# Welcome to Chippendales
Welcome to Chippendales (Bienvenidos al Chippendale en Hispanoamérica y Bienvenidos al Chippendales en España) es una miniserie estadounidense de drama biográfico, creada por Robert Siegel para Hulu, basada en el libro Deadly Dance: The Chippendales Murders de K. Scot Macdonald y Patrick MontesDeOca. Está protagonizada por Kumail Nanjiani como Somen "Steve" Banerjee, el fundador de Chippendale.
Welcome to Chippendales se estrenó el 22 de noviembre de 2022 en Hulu.

## Sinopsis
Serie de crimen real ambientada entre 1980 y 1990, que explora el surgimiento y posterior colapso del local Chippendales, el primer negocio de striptease masculino ubicado en la costa oeste, así como la transformación de su propietario y fundador Somen "Steve" Banerjee, de trabajador indio pobre a exitoso hombre de negocios y luego cómplice de asesinato.

## Elenco y personajes

### Principales
- Kumail Nanjiani como Somen "Steve" Banerjee
- Murray Bartlett como Nick De Noia
- Annaleigh Ashford como Irene
- Juliette Lewis como Denise

### Recurrente
- Quentin Plair como Otis
- Andrew Rannells como Bradford Barton
- Robin de Jesús como Ray Colon
- Spencer Boldman como Lance McCrae

### Invitados
- Nicola Peltz como Dorothy Stratten
- Dan Stevens como Paul Snider

## Episodios
| N.º | Título                             | Dirigido por          | Escrito por                  | Fecha de emisión original |
| --- | ---------------------------------- | --------------------- | ---------------------------- | ------------------------- |
| 1   | «An Elegant, Exclusive Atmosphere» | Matt Shakman          | Robert Siegel                | 22 de noviembre de 2022   |
| 2   | «Four Geniuses»                    | Matt Shakman          | Robert Siegel                | 22 de noviembre de 2022   |
| 3   | «Velveeta»                         | Gwyneth Horder-Payton | Rajiv Joseph                 | 29 de noviembre de 2022   |
| 4   | «Just Business»                    | Gwyneth Horder-Payton | Annie Julia Wyman            | 6 de diciembre de 2022    |
| 5   | «Leeches»                          | Nisha Ganatra         | Jacqui Rivera                | 13 de diciembre de 2022   |
| 6   | «February 31st»                    | Nisha Ganatra         | Annie Julia Wyman            | 20 de diciembre de 2022   |
| 7   | «Paper Is Paper»                   | Richard Shepard       | Jenni Konner                 | 27 de diciembre de 2022   |
| 8   | «Switzerland»                      | Richard Shepard       | Rajiv Joseph & Robert Siegel | 3 de enero de 2023        |

## Producción

### Desarrollo
En mayo de 2021, se anunció que Hulu ordenó la producción de la serie, con Robert Siegel, Rajiv Joseph y Mehar Sethi como guionistas. En octubre de 2021, se anunció que Ramin Bahrani dirigiría y produciría ejecutivamente la serie, a la que se uniría Jenni Konner como productora ejecutiva. En febrero de 2022, se anunció que Matt Shakman sustituiría a Bahrani como director y productor ejecutivo.

### Casting
Con el anuncio de la serie, Kumail Nanjiani se unió al elenco principal de la serie. En enero de 2022, Murray Bartlett, y Annaleigh Ashford se unieron al elenco de la serie. En febrero de 2022, Dan Stevens se unió al elenco principal de la serie, mientras que Quentin Plair y Andrew Rannells se unieron al elenco recurrente, y Nicola Peltz como estrella invitada. En marzo, Robin de Jesús se unió al elenco recurrente, mientras que Juliette Lewis se unió al elenco principal, respectivamente. En abril, Spencer Boldman se unió al elenco recurrente de la serie.

### Rodaje
El rodaje de la serie comenzó en marzo de 2022, con la producción brevemente en pausa debido a una prueba positiva de COVID-19.

## Lanzamiento
La serie se estrenó el 22 de noviembre de 2022 en Hulu. Internacionalmente, Welcome to Chippendales se estrenó en Disney+ Star, en Star+ en Latinoamérica y en Disney+ Hotstar en la India.

## Recepción

### Respuesta de la crítica
El sitio web del agregador de reseñas Rotten Tomatoes tiene un índice de aprobación del 74%, basándose en 31 reseñas con una calificación media de 7.5/10. El consenso crítico dice: «Dotada de una retorcida historia real que necesita pocos adornos para intrigar, Welcome to Chippendales detalla con brío estilístico la batalla por un imperio del pastel de carne». En Metacritic, tiene una puntuación media ponderada de 69 de 100, basada en 17 reseñas, indicando «reseñas generalmente favorables».

### Premios y nominaciones
| Año  | Premiación                       | Categoría                                       | Nominado(s)       | Resultado | Ref.   |
| ---- | -------------------------------- | ----------------------------------------------- | ----------------- | --------- | ------ |
| 2023 | Premios de la Crítica Televisiva | Mejor actor de reparto en película/miniserie    | Murray Bartlett   | Nominado  | [ 20 ] |
| 2023 | Premios Primetime Emmy           | Mejor actor - Miniserie o telefilme             | Kumail Nanjiani   | Pendiente | [ 21 ] |
| 2023 | Premios Primetime Emmy           | Mejor actor de reparto - Miniserie o telefilme  | Murray Bartlett   | Pendiente | [ 21 ] |
| 2023 | Premios Primetime Emmy           | Mejor actriz de reparto - Miniserie o telefilme | Juliette Lewis    | Pendiente | [ 21 ] |
| 2023 | Premios Primetime Emmy           | Mejor actriz de reparto - Miniserie o telefilme | Annaleigh Ashford | Pendiente | [ 21 ] |